# Мотохасі Марі
Мотохасі Марі (яп. 本橋 麻里) — японська керлінгістка, олімпійська медалістка.
Бронзову олімпійську медаль Судзукі виборола на Пхьончханській олімпіаді 2018 року в складі японської команди, в якій грала змінною.

## Виноски
1. 1 2  Olympedia — 2006.
2. ↑  https://www.joc.or.jp/sp/games/olympic/pyeongchang/sports/curling/team/motohashimari.html
3. ↑  Keating, Steve (24 лютого 2018), Curling: Japan win bronze to claim first Olympic medal, Reuters, архів оригіналу за 25 лютого 2018, процитовано 25 лютого 2018

| Kmjhksyscn | Це незавершена стаття про кьорлінґіста чи кьорлінґістку. Ви можете допомогти проєкту, виправивши або дописавши її. |